# Thliptocnemis
Thliptocnemis is een geslacht van vlinders van de familie slakrupsvlinders (Limacodidae).

## Soorten
- T. barbipes Mabille, 1900
- T. heringi (Viette, 1965)
- T. pinguis (Saalmüller, 1880)